# Salles-de-Villefagnan

Salles-de-Villefagnan este o comună în departamentul Charente, Franța. În 1 ianuarie 2022 avea o populație de 313 de locuitori.